# Route nationale 2 (Madagascar)
Pour les articles homonymes, voir Route nationale 2.
La route nationale 2 est une route nationale de Madagascar qui relie la capitale, Antananarivo, à Toamasina sur la côte orientale, via Moramanga et  Brickaville. Elle débute à la Place Ambiky, dans le 1er arrondissement d'Antananarivo et se termine au quartier de Mangarivotra, à Toamasina assurant la liaison avec le port autonome de Toamasina.

## Description
Elle constitue un axe de transport essentiel à l'économie du pays puisque la grande majorité des marchandises importées vendues à Antananarivo sont débarquées dans le port de Toamasina qui absorbe à lui seul 80% de fret maritime malgache et transitent par camions jusqu'à la capitale.
Malgré cette importance stratégique, l'état de la route s'est sérieusement dégradé au fil des ans par manque d'entretien, aggravé par les intempéries (cyclones et tempêtes tropicales) provoquant ainsi un ralentissement du trafic routier sur de nombreux tronçons et une usure des véhicules engendrant des accidents fréquents. Les nids-de-poule, fissures et chaussée défoncée sont ainsi beaucoup plus nombreux depuis les derniers faubourgs d'Antananarivo jusqu'au nord de Brickaville. Au-delà de cette agglomération, la situation est largement satisfaisante jusqu'à Toamasina. En 2018, le ministre des Travaux publics et des Infrastructures, Ulrich Andriantiana, assurait que « la RN2, définitivement, est prioritaire » avant de préciser que l’heure n’est pas aux grands projets.

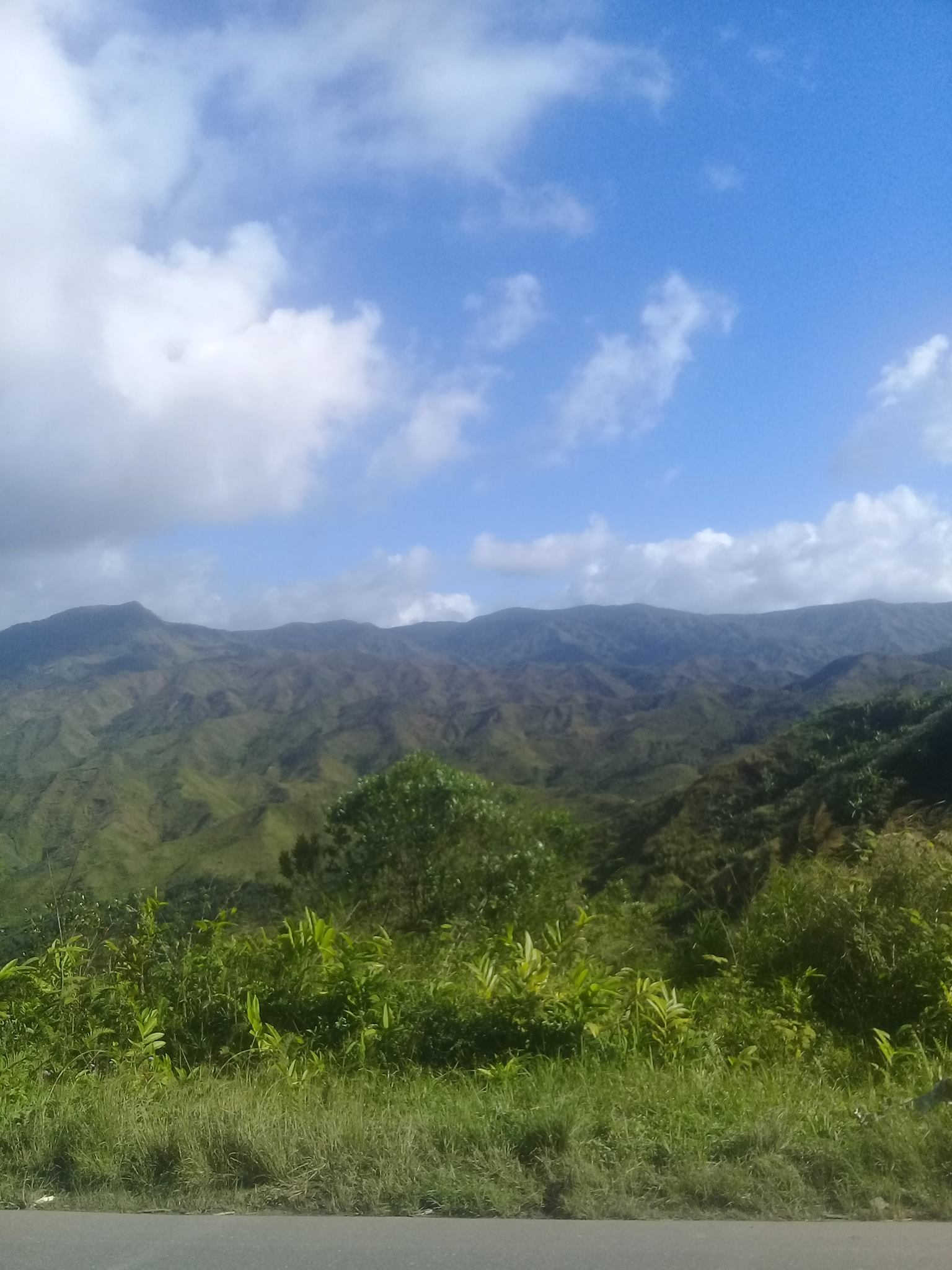
Hauts plateaux au-dessus de la RN 2.

À la fin de l'année 2020, l'État malgache annonce le début de la construction d'une autoroute de 260 km, reliant Antananarivo et Toamasina via Anbatondrazaka près du lac Alaotra, qui devrait ainsi alléger le trafic de la route nationale 2,.